# ملك الأزياء
ملك الأزياء هو مسلسل تلفزيوني كوري جنوبي من بطولة يو آه إن، شين سي كيونج، يوري ولي جي-هون. بث المسلسل على قناة إس بي إس في الفترة من 19 مارس حتى 22 مايو 2012.

## روابط خارجية
ملك الازياء على موقع IMDb (الإنجليزية)
- ملك الازياء على موقع فيلمافينيتي (الإسبانية)
- ملك الازياء على موقع كينوبويسك (الروسية)
- ملك الازياء على موقع قاعدة بيانات الفيلم (الإنجليزية)